# Броварской проспект

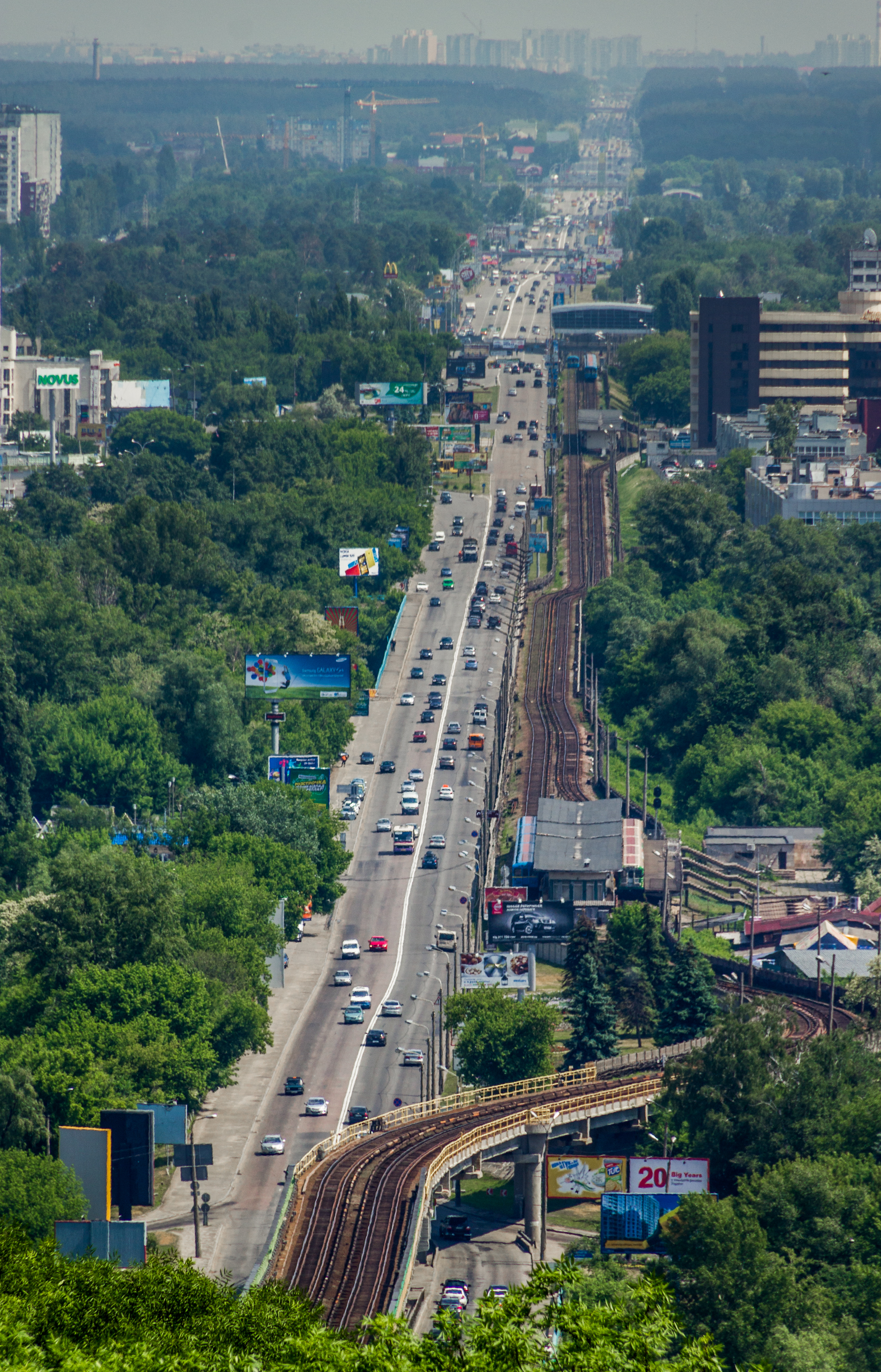
Вид на Броварской проспект и наземный участок Святошинско-Броварской линии метрополитена

Броварско́й проспе́кт (укр. Броварський проспект) — один из проспектов Киева. Проходит через Днепровский и Деснянский районы. Простирается от моста Метро до границы города (Бровары). Возник в древности как Черниговское шоссе. Современный вид и длина — с 1950-х годов. На проспекте расположен Киевский академический театр драмы и комедии на левом берегу Днепра (№25).
Длина проспекта – около 13,5 км.

## Транспорт
- Станция метро «Днепр»,
- Метро «Гидропарк»,
- Метро «Левобережная»,
- Станция метро «Дарница»,
- Станция метро «Черниговская»,
- Станция метро «Лесная»
- Автобусы 11, 46, 70
- Троллейбусы 29, 50, 50к

## Названия
- Черниговское шоссе;
- Шоссе Первого Мая (1920—1940-е);
- Броварской проспект (1940-е—1977);
- Проспект 60-летия Октября (1977—1993).

Историческое название возвращено в 1993 году.

## Особенности проспекта
Почти вдоль всего проспекта проходит открытый участок Святошинско-Броварской линии метрополитена.
Вдоль линии метро простирается зелёная полоса, поэтому застройка собственно проспекта начинается лишь в селении Быковня.

## Интересные факты
С 1912 по 1941 годы по проспекту пролегала трамвайная линия, которая соединяла Почтовую площадь с городом Бровары́.
В бывшей Никольской Слободке, через которую проходит проспект, находилась Никольская церковь, где венчалась Анна Ахматова с Николаем Гумилёвым.